# Лука (Мальта)
Лука (мальт. Ħal Luqa, означает тополь) - городок в Южном регионе на Мальте. Это старый город с плотным населением, типичным для Мальтийских островов.
По состоянию на март 2014 года население Луки составляло 5945 человек. На главной площади находится церковь, посвященная Андрею Первозванному. Традиционный праздник Святого Андрея Первозванного отмечается в первое воскресенье июля, литургический праздник отмечается 30 ноября.
Знаменитый часовщик и изобретатель Микеланджело Сапьяно (1826-1912) привык жить в Луке. Он строил различные виды часов, часы в колокольне приходской церкви были одним из его многочисленных произведений. Дом в Луке, где он жил, находится на улице Паула Магри.

## История

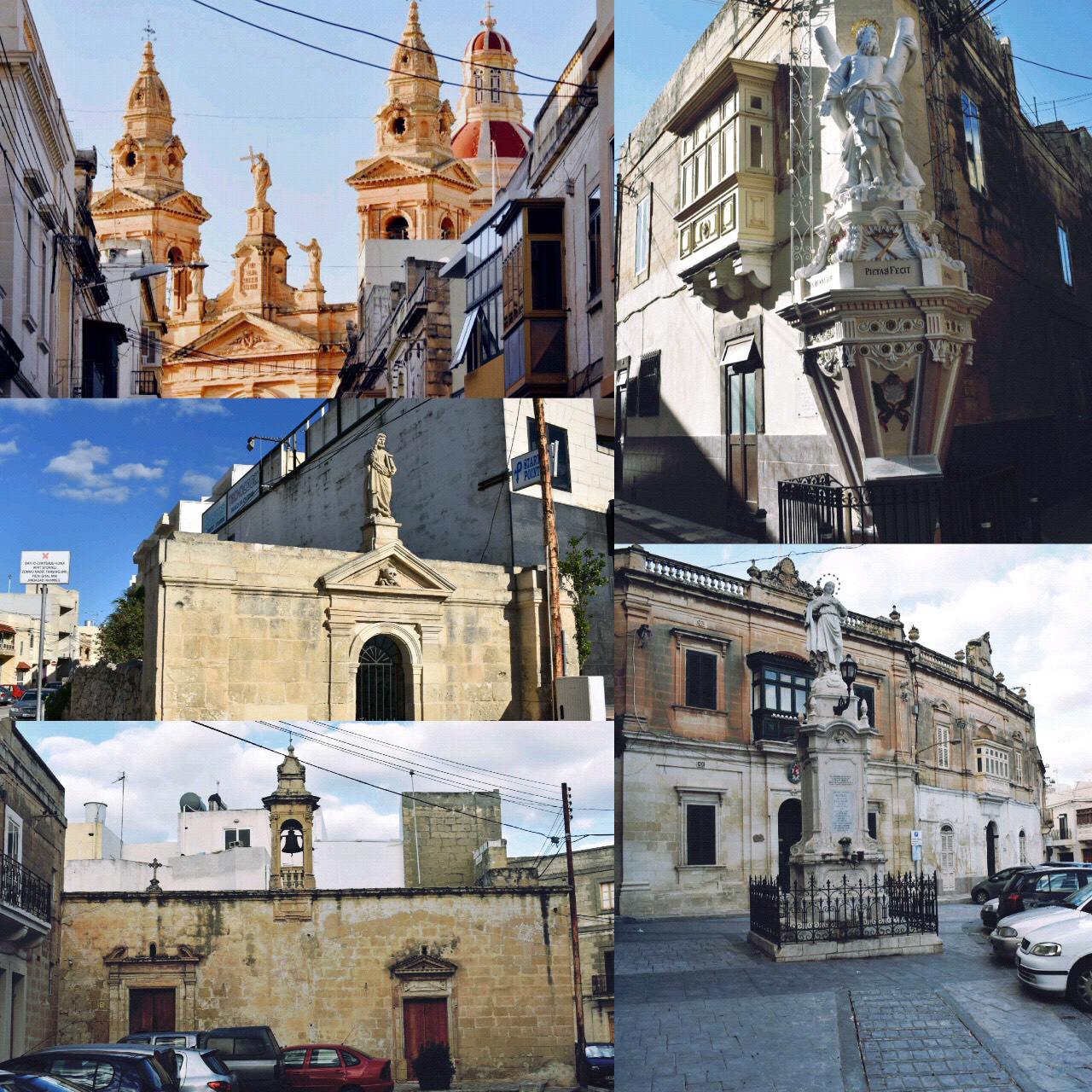
Участки в Луке

Лука была основана как отдельный приход от Гудьи 15 мая 1634 года Указом папы Урбана VIII. В 1592 году деревня Лука пострадала от Бубонной чумы, которая в то время поразила все население Мальты и стала причиной многих смертей. Признаком этого печального эпизода является кладбище, найденное на улице Кармель, аллея 4, где люди были похоронены в поле, превращенное в кладбище.
Еще одной печальной трагедией для Луки стала эпидемия холеры 1850 года, когда погибло 13 человек. В качестве напоминания об этой трагедии в Валлетта-Роуд до сих пор находится кладбище.
В начале 20-го века Лука получил известность из-за аэропорта. Королевские ВВС создали станцию КВВС Лука, аэродром с взлетно-посадочными полосами, который позже превратился в Гражданский аэропорт. КВВС установили военные и гражданские здания в районе аэродрома и аэропорта и в Фаррудже. Они использовали аэродром до его закрытия 31 марта 1979 года, когда он был передан Мальтийскому правительству для преобразования в Гражданский аэропорт. Тем не менее, они все еще использовали внутренний сайт для своей собственной военной силы.
Во время Второй Мировой войны в Луке погибло много людей, многие здания были разрушены в результате интенсивных бомбардировок.  Трагедия, о которой до сих пор помнят, произошла 9 апреля 1942 года, когда бомба попала в военный приют и колодец, а люди внутри приюта были похоронены заживо. Местный Совет до сих пор помнит людей, погибших во время Второй мировой войны, с церемонией возложения лавровых венков вместе с другими местными организациями и клубами.
Покровителем Луки является Андрей Первозванный (Sant' Andrija). Местная ниша, посвященной ему находится в Луке, высотой в два этажа.

## Правление
Граждане Луки голосуют за свой местный совет каждые три года, который состоит из семи членов, один из которых является мэром. Мэром Луки является Джон Скембри.

## Экономика
Air Malta и Medavia имеют свои головные офисы в международном аэропорту Мальты в Луке.